# Taroii Open de Tênis
O Taroii Open de Tênis é um torneio de tênis, que faz parte da série ATP Challenger Tour, realizado desde 2013, realizado em piso de saibro, em Itajaí, Brasil.

## Edições

### Simples
| Ano  | Campeões            | Finalistas                  | Placar        | Ref.  |
| ---- | ------------------- | --------------------------- | ------------- | ----- |
| 2014 | Facundo Argüello    | Diego Sebastián Schwartzman | 4–6, 6–0, 6–4 | [ 1 ] |
| 2013 | Rogério Dutra Silva | Jozef Kovalík               | 4–6, 6–3, 6–1 | [ 2 ] |

### Duplas
| Ano  | Campeões                              | Finalistas                     | Placar   | Ref.  |
| ---- | ------------------------------------- | ------------------------------ | -------- | ----- |
| 2014 | Máximo González Eduardo Schwank       | André Sá João Souza            | 6–2, 6–3 | [ 3 ] |
| 2013 | James Duckworth Pierre-Hugues Herbert | Guilherme Clezar Fabricio Neis | 7–5, 6–2 | [ 4 ] |

## Ligações Externas
- «Site Oficial»